# Água Doce do Maranhão
Água Doce do Maranhão – miasto i gmina w Brazylii, w Regionie Północno-Wschodnim, w stanie Maranhão.  
Ma powierzchnię 443,3 km². Według danych ze spisu ludności w 2010 roku gmina liczyła 11 581 mieszkańców, co dało gęstość zaludnienia 26,13 osób/km². Dane szacunkowe z 2019 roku podają liczbę 12 571 mieszkańców. 
Gminę utworzono w 1994 roku, wcześniej tereny te administracyjnie były przynależne do gminy Araioses.